# Fuente de la Abundancia

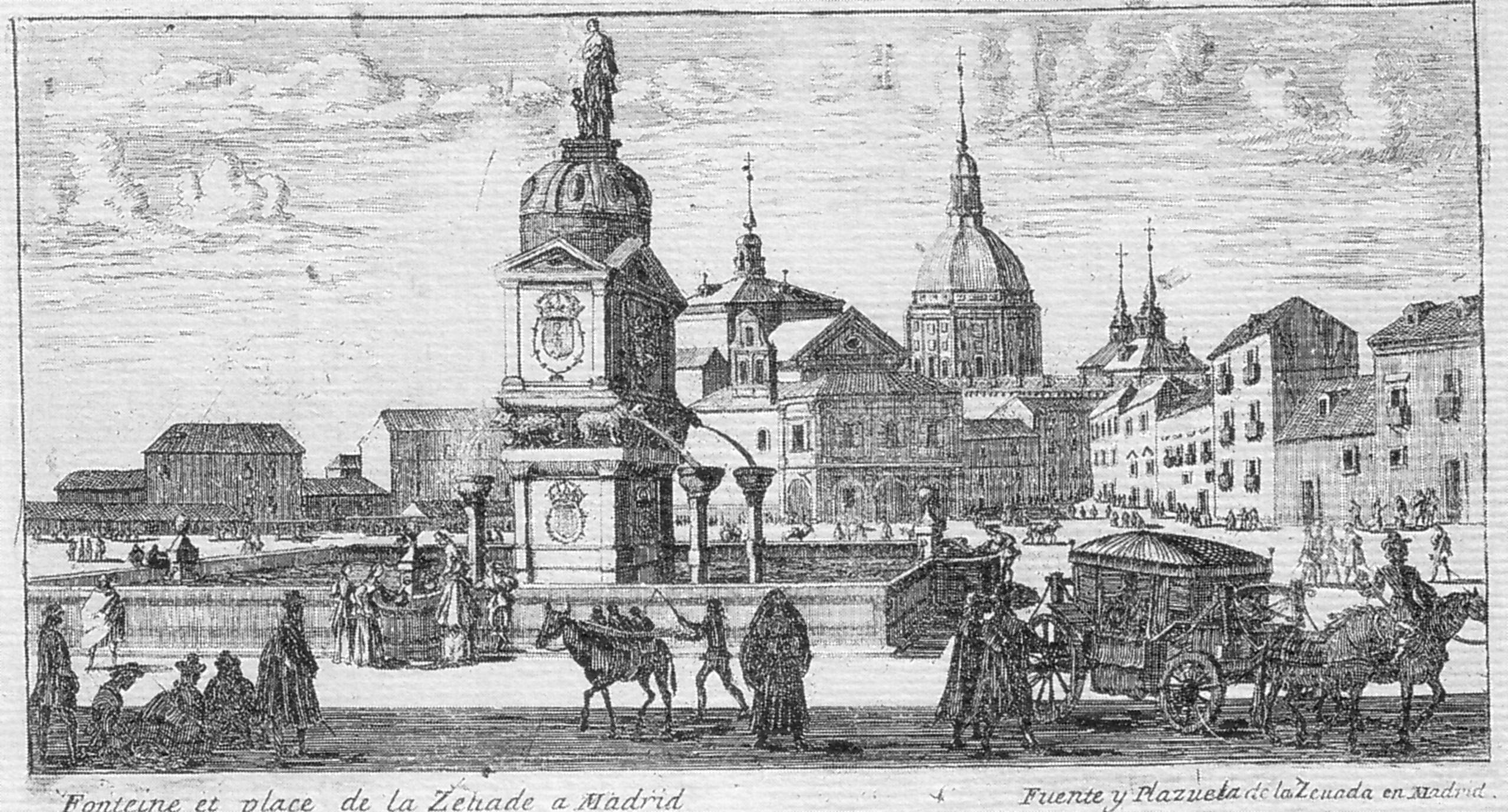
La traza inconfundible de la fuente de la Abundancia en la copia de 1866 de un dibujo y grabado originales de Louis Meunier hechos hacia 1665, que representa una vista de la plaza de la Cebada, con las torres y cúpulas de la iglesia de San Andrés y la desaparecida iglesia de Santa María de Gracia.

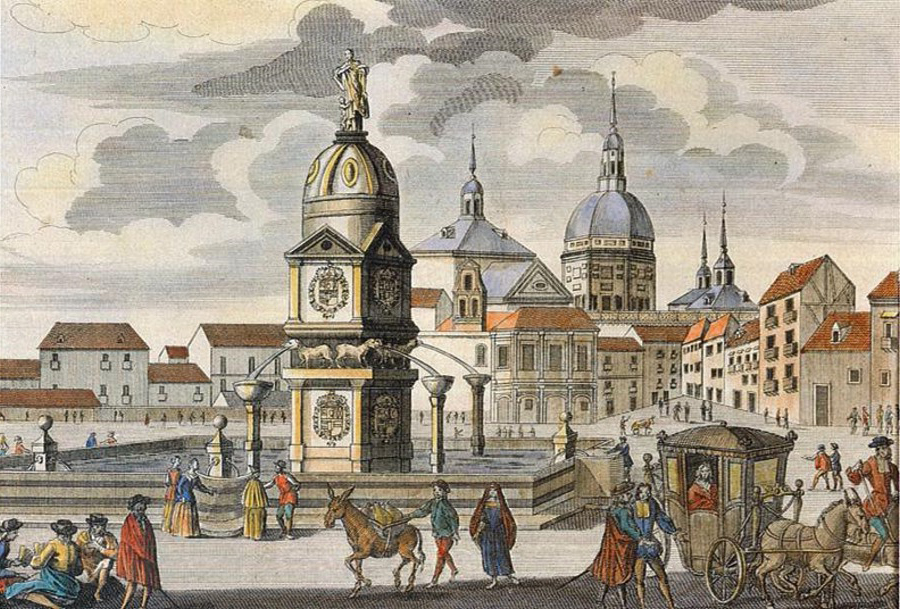
El grabado de Meunier en una versión coloreada.

La Fuente de la Abundancia, también conocida como fuente de la plaza de la Cebada fue una fuente de la ciudad de Madrid, que estuvo situada en la citada plaza. Construida en 1624 por el alarife Pedro de Pedrosa y el maestro cantero Martín Gortairy, a partir de un diseño del arquitecto Juan Gómez de Mora, fue demolida el 27 de marzo de 1840, y sustituida por otra fuente, también desaparecida, obra de Juan Pedro de Ayegui. Aparece dibujada en diversos grabados del siglo xvii y el siglo xviii, y en el lienzo La Feria de Madrid en la plaza de la Cebada de Manuel de la Cruz Vázquez.
En la Biblioteca Nacional de España se conserva un dibujo que distintos autores atribuyen a Alonso Cano, aunque Antonio Bonet Correa lo desmiente en razón de su «estilo casi escurialense y por tanto anterior a Cano».

## Historia
Los cronistas Peñasco y Cambronero anotan que en la plaza de la Cebada existía una fuente ya desde 1618, probablemente anterior a la que luego será llamada de la Abundancia; la misma que descrita con cuatro grandes caños de caudal, aparece representada en el plano de Texeira de 1656 en la lámina 18 (D3) con la referencia numérica 46. Se surtía con el caudal viaje del Alto Abroñigal, y estaba asignada a 15 aguadores, con una dotación de 7 a 8 RA (reales de agua). La estructura monumental diseñada por Gómez de Mora formó parte de la planificación que el arquitecto hizo de la plaza de la Cebada en 1616, con motivo de la construcción del palacio del marqués de la Laguna. Fue situada frente al convento de la Pasión de la orden de Santo Domingo, fundado en 1638. 
En su origen los inmediatos beneficiarios del servicio de la fuente fueron en esencia los residentes o visitantes de los conventos que circundaban la plaza de la Cebada, y en menor medida los ocasionales arrieros y comerciantes que venían a este espacio urbano a colocar sus puestos. Hay que recordar que en la plaza se encontraba la iglesia de Nuestra Señora de Gracia, construida a finales del siglo xvii por la Hermandad de la Vera Cruz y ya desaparecida., y en la esquina que sale a la calle de Toledo estuvo el convento de la Concepción Francisca, derribado en 1890. Conjunto de arquitecturas eclesiásticas que componían la llamada «fisonomía conventual del Madrid de los Austrias».

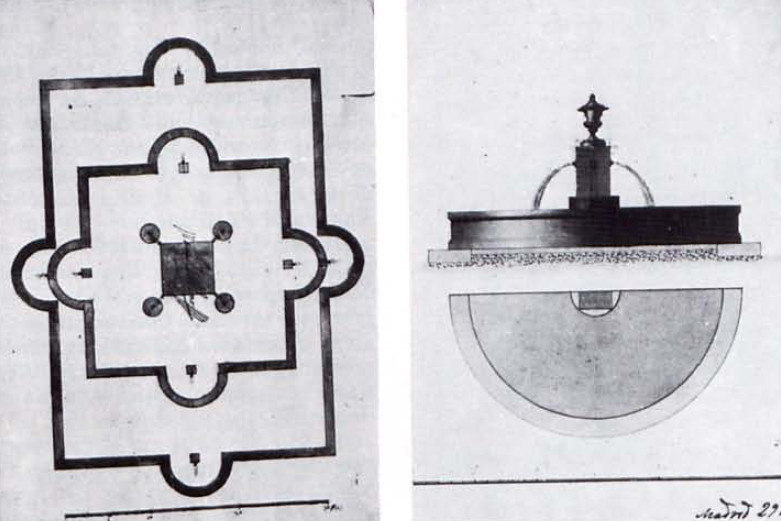
Obras de saneamiento de la fuente de la Abundancia, por Manuel del Olmo (1677) (a la izquierda); y proyecto de construcción del pilón de la nueva fuente en la plaza de la Cebada de Madrid, por Pedro Ayegui (1840) (a la derecha). Museo Municipal de Madrid.

El pilón de la fuente original diseñada por Gómez de Mora, debido a su deterioro tuvo que ser reconstruido en 1677 por el Maestro Mayor de Fuentes Manuel del Olmo, proyecto del que se conserva un dibujo en planta con dos pilas cúbicas superpuestas y rematadas en cada un de los cuatro lados por un frontón triangular. Sobre él se levantaba «una cúpula gallonada que coronaba una figura mitológica en su cúspide».  El pilón de la base tenía unas medidas de 43,3 x 30 pies, y el segundo, de base cuadrada alcanzaba solo 22,5 pies por cada lado. Queda noticia de que el 18 de enero de 1693 el maestro cantero Jacinto de la Piedra presentó un presupuesto de 5.196 reales por un cerco de piedra, rematando la obra en tres meses. Ya mediado el siguiente siglo, Juan Bautista Sachetti, en un informe del 24 de enero de 1754, advierte de la necesidad de remozar casi toda la fuente; tarea encomendada por 3.614 reales a Pedro Rol, maestro cantero, que la concluye en el mes de abril de aquel año.
El Ayuntamiento, por orden del 27 de marzo de 1840, decide demoler la fuente.
Ese mismo año de 1840 se encarga el diseño de una nueva fuente al arquitecto fontanero Pedro Ayegui, estructura que parece ser la que se indica en el Diccionario de Pascual Madoz (elaborado entre 1834 y 1850), donde se advierte que dependiendo de las épocas tuvo dos o cuatro caños de caudal. La fuente de Ayegui también queda descrita por Pedro Felipe Monlau hacia 1850 como «un pedestal con un jarrón».

## Descripción

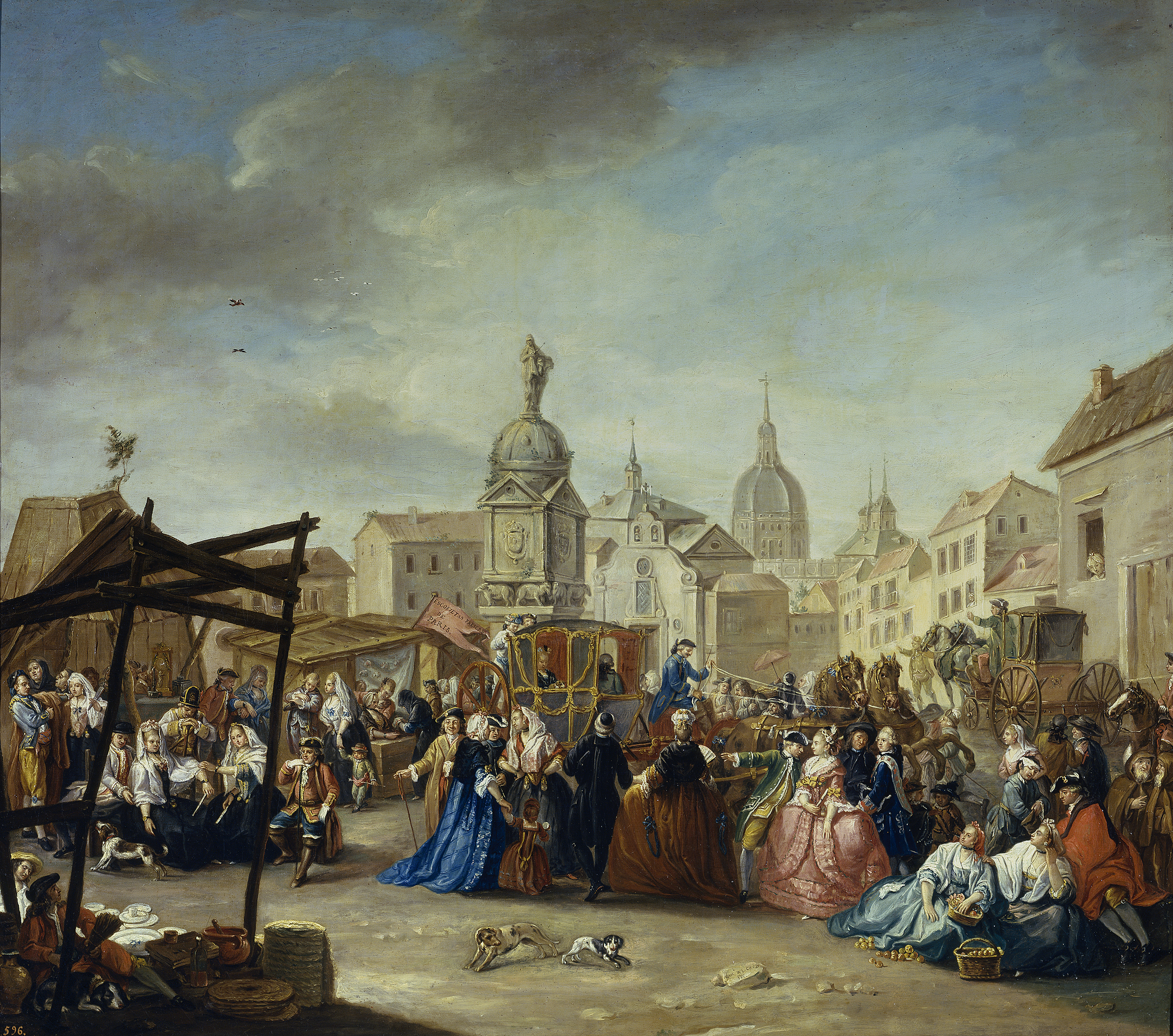
La Abundancia, coronando la fuente de la plaza de la Cebada durante la Feria de Madrid, en un lienzo de Manuel de la Cruz Vázquez, hacia 1770-1780. Museo del Prado, en depósito en el Museo de Historia de Madrid.

La fuente se levanta en el centro de un gran pilón rectangular. Su cuerpo cuadrangular se estructura en tres bloques; el inferior, casi cúbico, emerge del agua decorado con cuatro escudos, uno en cada cara, que sustituyen a los mascarones con cabeza de león que aparecían en el diseño original. Sobre él, un estrecho zócalo sirve de repisa a cuatro osos que arrojan agua por sus bocas; los grandes chorros alcanzan cuatro grandes tazas, pebeteros o embudos que circundan la fuente sobre cuatro columnas. Encima de ese zócalo sigue un segundo bloque estructural, como el inferior, decorado con escudos y coronado por coronas triangulares clásicas de las que emerge el cuello cilíndrico que sostiene una media esfera o cúpula, rematada por la escultura de una mujer con un niño, alegoría de la Abundancia, (dentro de un lote comprado al parecer por el Concejo de la Villa al mercader Ludovico Turchi, en 1617).
Relata el cronista Pedro de Répide que «en torno de la pila de esta fuente se congregaba al sol la flor de la gallofa de la corte».

## Otras fuentes
En 1999 se instaló en la plaza de la Cebada una fuente metálica circular con ocho caños, hermana de las que referencias fotográficas situaban en la década de 1860 en la plaza de la Encarnación (colocada en 1864), en la plaza de las Capuchinas y en el Pretil de los Consejos, lo que induce a suponer que se trata de una de aquellas.